# 그리고리 지노비예프

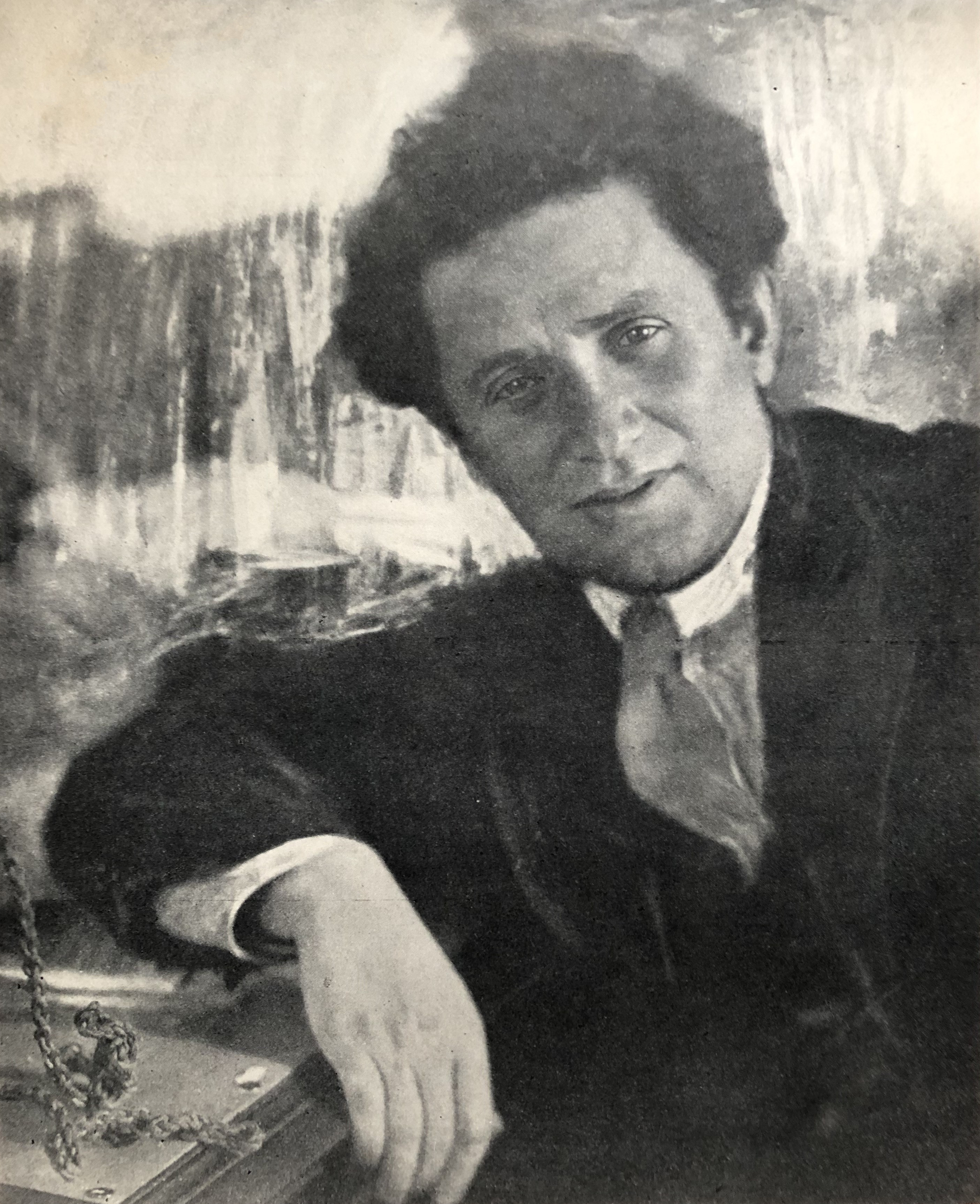
1920년대 당시의 지노비예프

그리고리 옙세예비치 지노비예프(러시아어: Григо́рий Евсе́евич Зино́вьев, 1883년 9월 23일~1936년 8월 25일)은 소련의 혁명가로 본명은  옵세이게르숀 아로노비치 라도미슬스키(러시아어: Овсей-Гершон Аронович Радомысльский)이다.
지노비예프는 본래 4월 테제에 미온적이었고, 10월 볼셰비키 봉기에 반대하였으나 계파상 볼세비키에 해당하였다. 레닌 사후 정치적으로 여러 기회주의적 행보를 보였고, 그의 사상적인 면에서도 이는 더더욱 두드러졌다. 결국 스탈린에게 숙청되어 처형된다.

## 초기 이력
지노비예프는 러시아 제국 헤르손현 옐리사베트그라드(Елисаветград, 현 우크라이나 크로피우니츠키)에서 유대인 농부의 아들로 태어났다. 1901년 러시아 사회민주노동당(소련 공산당의 전신)에 입당하였다.
그는 1907년 러시아 사회민주노동당의 중앙위원회의 위원이 되었다. 1908년 러시아 사회민주노동당이 볼셰비키와 멘셰비키로 분당할때, 블라디미르 레닌을 지지하여 볼셰비키에 가담하였다. 이후 10월혁명 이전까지 레닌의 가장 가까운 측근이자 보좌진로서 활동하였다.

## 2월 혁명과 10월 혁명
제1차 세계대전이 발발했을때, 지노비예프는 스위스에 망명중이었다. 1917년 2월 혁명으로 로마노프 왕조가 붕괴하자 4월 레닌과 함께 유명한 밀봉열차로 적국인 독일 제국을 횡단하여 러시아로 돌아왔다.
2월 혁명 이후 수립된 케렌스키 정부가 7월 쿠데타 미수 혐의로 레닌과 지노비예프를 수배하자 둘은 도피행활을 하였다. 레닌은 다시 쿠데타 계획을 꾸몄으나, 지노비예프는 레프 카메네프와 반대하여 레닌과 사이가 벌어졌다. 레닌은 그 둘을 추방할 것을 요구하기도 하였다. 그러나 10월 혁명으로 볼셰비키의 쿠데타는 성공하였고, 볼셰비키는 케렌스키 정부를 타도하고 정권을 잡게 되었다.
10월 혁명 직후, 비크젤에 있던 전러시아 철도 노동조합은 볼셰비키가 다른 사회주의 정당과 연립정부를 구성하지 않으면 파업을 벌일 것이라고 위협하였다. 만약 파업을 벌인다면 전국적인 볼셰비키의 지배력이 약화되고, 반혁명세력을 진압하기가 어려워지게 되었다.
지노비예프와 카메네프는 볼셰비키의 중앙위원회가 이들과 협상해야한다고 주장하여서 잠시 협상이 시작되었으나, 페트로그라드에서 반혁명세력이 진압되어 상황이 유리해지자, 레닌과 레프 트로츠키는 협상을 그만두어야한다고 주장하였다. 이것에 항의하여 지노비예프 등은 중앙위원회를 사퇴하였고, 레닌은 이들을 "탈주자"라고 비난하였다. 뿐만 아니라 레닌은 후에 유언에서도 이 일을 언급하여 지노비에프의 "불성실한 당성"을 상기시키기도 하였다.
이것은 지노비예프의 정치이력상 전환점이었고, 그때문에 트로츠키가 당내에서 제2인자의 위치를 확고히 하게 되었으며, 지노비예프는 후에 트로츠키와 앙숙이 되어 후에 트로츠키를 당에서 몰아내려고 힘쓰게 되었다.

## 러시아 내전
지노비예프는 곧 당에 복귀하여 1918년 3월의 제7회 당대회에서 다시 중앙위원회의 위원으로 선출되었다.그는 페트로그라드의 당 및 방위 담당자가 되었다. 그는 또한 1919년 제8차 당대회에서 정치국이 신설되자, 투표권이 없는 정치국의 국원이 되었으며, 1919년 3월 새롭게 신설된 코민테른의 의장이 되었다.
그동안 지노비예프의 정적이었던 트로츠키는 전쟁인민위원(국방장관)으로서 붉은 군대를 총지휘하여 러시아 내전에서 볼셰비키파의 승리에 커다란 공헌을 하였고, 이는 두 사람의 사이를 더욱 악화시켰다.

## 권력으로 떠오르다(1921-1923)
1921년 초반, 내전에서 승리한 볼셰비키파가 이름을 바꾼 공산당은 여러 분파로 갈라져서 당내 권력투쟁에 돌입했다. 잠시 레닌을 떠났던 지노비예프는 다시 레닌의 분파를 지지하였다. 그리하여 제10차 당대회에서는 지노비예프는 정식 정치국원이 되었다.
레닌이 병상에 누워 유고상태에 빠진1922-1923년 지노비예프는 소련내에서 최고의 권력자중 하나로 떠올랐다. 1924년 레닌은 사망하였고, 그는 제12, 13차 당대회에서 레닌이 생전에 한 일에 대한 중앙위원회의 결정사항을 전달했다. 그는 당 내에서 최고의 권력자 및 최고의 이론가의 하나로 간주되었다.
코민테른의 수장으로서 그는 1923년 공산주의자들이 주동한 독일 혁명의 실패의 책임 추궁이 뒤따랐지만, 그는 이것을 코민테른 독일 대표인 카를 라데크에게 뒤집어 씌웠다.

## 반트로츠키 삼두동맹
1923년 지노비예프는 카메네프와 스탈린과 당내에서 삼두동맹을 결성하여 트로츠키를 권력에서 밀어내는 것에 주도적 역할을 담당하였다. 1924년 1월에 열린 제13차 당대회에서 그는 의원의 과반수를 확보하여 트로츠키와 트로츠키주의를 비판하였다. 그리하여 트로츠키 지지자들을 당에서 강등하거나 추방하였고, 그는 이때 권력의 정점에 다다르지만, 그의 영향력은 레닌그라드(페트로그라드) 영역에 한정되었고, 당의 권력기관의 많은 부분이 스탈린의 영향권으로 들어갔다.
제13차 당대회에서 트로츠키를 제거한 후, 스탈린과 지노비예프-카메네프 간에는 균열이 생기기 시작했으나. 지노비예프와 카메네프는 스탈린을 서기장직에서 제거하라는 레닌의 유언에 맞서, 스탈린이 서기장 자리를 유지하는 것을 도왔다. 이후 트로츠키는 권력의 주변부로 밀려난 후, "10월의 교훈"이라는 책을 출판하였는데, 이는 1917년의 여러 사건들을 광범히하게 다루고 있다. 이 책에서 트로츠키는 지노비예프와 카메네프가 볼셰비키 무장봉기를 반대했다는 것을 상기시켰다.
이것은 지노비예프와 카메네프를 자극하여 반트로츠키 삼두동맹의 2차 국면을 전개시켰다. 지노비예프와 그 추종자들은 트로츠키가 러시아 내전에서 범한 여러 과오들을 들춰내었고, 이것은 트로츠키의 군사적 명성에 흠집을 내어, 1925년 1월 트로츠키는 전쟁인민위원에서 사퇴할 수밖에 없었다. 지노비예프는 한발 더 나아가 트로츠키를 당에서 축출할 것을 요구하였는데, 트로츠키와 앙숙인 스탈린은 예상외로 이를 반대하였다. 스탈린은 이 국면에서 능숙하게 중도적인 입장을 가장하고 있었다.

## 스탈린과 결별하다 (1925)
공통의 적인 트로츠키가 몰락함에 따라 삼두동맹은 해체의 수순을 밟았고 있었다. 지노비예프-카메네프와 스탈린은 다음단계의 권력투쟁을 위해 거의 1년간을 지지자를 모으는 데 힘을 쏟았다. 스탈린은 공산당 기관지인 프라우다의 편집장인 니콜라이 부하린과 소련 총리 알렉세이 리코프와 연합하였다.
한편, 지노비예프와 카메네프는 레닌의 미망인인 나데즈나 크룹스카야, 소련 재정인민위원(재정장관)인 그레고리 소콜니코프와 연합하였다.
이 두 그룹의 권력투쟁은 1925년 9월의 중앙위원회 회의에서 시작되었고, 1925년 12월 14차 당 대회에서 정점에 달했다. 지노비예프와 카메네프는 오직 레닌그라드 대의원의 지지만을 얻어 작은 소수파임을 절감하면서 당대회에서 대패하였다. 지노비예프는 정치국 정식위원에 재선되었으나, 카메네프는 정식위원에서 투표권없는 후보위원으로 강등되었고, 소콜니코프는 아예 정치국에서 탈락하였다.
스탈린은 당대회 기간 동안 레닌그라드 지역당을 장악하기 위해 온 힘을 기울여서, 지노비예프를 그 지역의 책임자 자리에서 해임하는 데 성공하였다. 코민테른만이 지노비예프의 잠재적 정치적 기반으로 남게 되었다.

## 스탈린에 대항하여 트로츠키와 연합하다 (1926-1927)
1926년 당내의 권력투쟁은 소강상태에 접어들었고, 권력에서 밀려난 지노비예프-카메네프파는 트로츠키파 및 당내의 기타 소수파와 가까워져 연합하게 되었다. 이 동맹은 통합반대파(United Opposition)로 알려져 있다. 1926년 5월, 스탈린은 몰로토프와 자신의 일파에 지노비예프를 집중공격할 것을 지시했다.
스탈린파는 지노비예프가 코민테른 기구를 자신의 당파적 활동에 사용한 것 (라셰비치 사건)에 대해 비난하였고, 지노비예프는 1926년 7월 중앙위원회 의 격론 끝에 정치국에서 해임되었다. 이후 코민테른 의장직은 폐지되었고, 지노비예프는 자신의 주요한 직책을 잃게 되었다.
지노비예프는 1926-1927년동안 스탈린의 주요 반대파로 남아있었지만, 1927년 끝내 스탈린에 의해 중앙위원회에서도 추방되었다. 통합반대파는 1927년 10월 볼셰비키 집권 10주년 기념식에서 반스탈린 시위를 기도하였으나, 이는 폭력적으로 진압되었고, 그 책임을 물어 트로츠키와 지노비예프는 11월 12일 당에서 추방되었다. 이후 카메네프 및 그들의 추종자들은 1927년 12월에 열린 15차 당대회에서 대거 추방되었고, 요주의 인사로 사찰의 대상이 되거나, 유배되기도 하였다.

## 스탈린에게 굴종하다 (1928-1934)
트로츠키는 당에서 추방되고, 유배되었음에도 스탈린에게 시종일관 반대의 자세를 굽히지 않았지만, 지노비예프와 카메네프는 바로 스탈린에게 굴종하여 자신의 일파에게도 대세에 순응할 것을 지시하였다. 그들은 공개적으로 자신의 과오를 시인하여 6개월의 근신기간 후, 공산당에 재입당하는 것을 허가받았다.
그들은 중앙위원회에 다시 진입하지는 못했지만 소련 관료제에서 중간 수준의 직위를 받았다.부하린이 스탈린에 반대해 벌였던 짧고, 후에 파멸적인 결과를 초래할 권력투쟁의 초기에 지노비예프와 카메네프를 끌어들이려고 하였다. 이는 스탈린에게 보고되었고, 후에 부하린 숙청의 구실이 되었다.
지노비예프와 카메네프는 정치적 활동이 없이 지나다가 1932년 10월 류틴 사건에서 반대파를 당에 고발하지 않았다는 이유로 당에서 다시 추방되었다. 그들은 다시 자신의 "과오"를 시인하여 1933년 12월 복당되었다. 그들은 1934년 1월의 제17차 당대회에서 의기양양한 스탈린의 앞에서 자아비판을 하도록 강요받았다.

## 재판 (1935-1936)
1934년 12월 1일 세르게이 키로프가 암살된 이후, 스탈린의 대숙청이 시작되었고, 지노비예프와 카메네프, 그리고 그 측근들은 다시 당에서 축출되었을 뿐만 아니라 체포되었다. 1935년 1월 그들은 기소되었고, 키로프 암살의 "도덕적 공범"임을 자백하였다. 지노비예프는 10년 징역형을 받았고 그밖의 연루자들도 다양한 징역형을 받았다.
1936년 8월, 소련의 비밀경찰 내무인민위원회(NKVD)의 치밀한 각본과 준비 끝에 지노비예프 및 14명은 다시 기소되었다. 이들은 대부분 레닌의 동지인 고참 볼셰비키였다. 이번에는 이들에게 키로프를 암살하고, 스탈린을 암살미수하려는 테러조직을 구성한 혐의가 추가되었다. 또한 제14차 당 대회의 토론에서 쿠르스크 지방 당 대표자회의에서 행한 일련의 기회주의 발언이 조명되었고, 그 결과 반(反)볼셰비키 선동이라는 죄도 추가되었다.
이 재판은 첫 번째 모스크바 각본 재판으로서 "트로츠키-지노비예프 파 테러조직 재판""또는 16인의 재판"이라고 불린다. 이 각본 재판에서 피고들은 간첩활동, 독살, 사보타지 등의 극악무도한 죄를 범했다고 자백하였다. 다른 피고인들과 마찬가지로 지노비예프는 유죄판결을 받고 1936년 8월 25일에 처형되었다.
지노비예프 등의 처형은 그동안 금기시 되어 오던 고참 볼셰비키 혁명동지에 대한 처형의 문을 활짝 열었다. (그 이전에는 스탈린조차도 프랑스 혁명 당시 자코뱅 파의 혁명동지들에 대한 처형의 악순환을 경고하면서, 불구대천의 앙숙이었던 트로츠키조차도 처형 대신 유배나 국외추방으로 처리할 정도였다) 그리하여 1937-1938년에는 보다 대대적인 체포와 처형이 벌어져서 고참 볼셰비키들은 대부분 스탈린의 비밀경찰의 손에 최후를 맞았다.
사후 1988년 고르바초프시절 지노비예프와 피고들은 소련정부에 의해 모든 혐의로부터 사면되었다.